# Weriszen
Weriszen – wieś w Armenii, w prowincji Sjunik. W 2011 roku liczyła 2264 mieszkańców.